# Dasymys robertsii
Dasymys robertsii is een knaagdier uit het geslacht Dasymys dat voorkomt in de Zuid-Afrikaanse provincies Limpopo en Mpumalanga, in het oosten van Botswana en in delen van Zimbabwe. Deze populaties worden meestal tot D. incomtus gerekend, maar morfometrische, genetische en karyotypische gegevens wijzen uit dat het om een aparte soort gaat.
 Een andere morfometrische analyse erkende D. robertsii echter niet als een aparte soort.
Deze soort is iets kleiner dan Dasymys incomtus (sensu Mullin et al.) en lijkt het meest op die soort, D. foxi en D. griseifrons. Het karyotype bedraagt 2n=36, FN=44 (tegenover 2n=38, FN=44 bij D. incomtus). De kop-romplengte bedraagt gemiddeld 157 mm, de staartlengte 135 mm, de achtervoetlengte 35,0 mm, de oorlengte 21,0 mm, de totale lengte 292 mm, het gewicht 102 gram, en de kop-romp/staart-ratio 85,99%.